# Zakłady Chemiczne Luboń
Zakłady Chemiczne Luboń – polskie przedsiębiorstwo branży chemicznej, produkujące nawozy oraz impregnaty do drewna, działające w Luboniu w latach 1914–2008.

## Historia
Początki działania Zakładów sięgają roku 1914 i wiążą się z nazwiskiem dr Romana Maya – wielkopolskiego przemysłowca i nauczyciela, który wykupił tereny w podpoznańskiej Starołęce i wybudował fabrykę nawozów sztucznych . Produkowano w niej superfosfat, a surowce do jego wytwarzania sprowadzano aż z Tunezji.

Zdjęcia archiwalne (sprzed 1906)
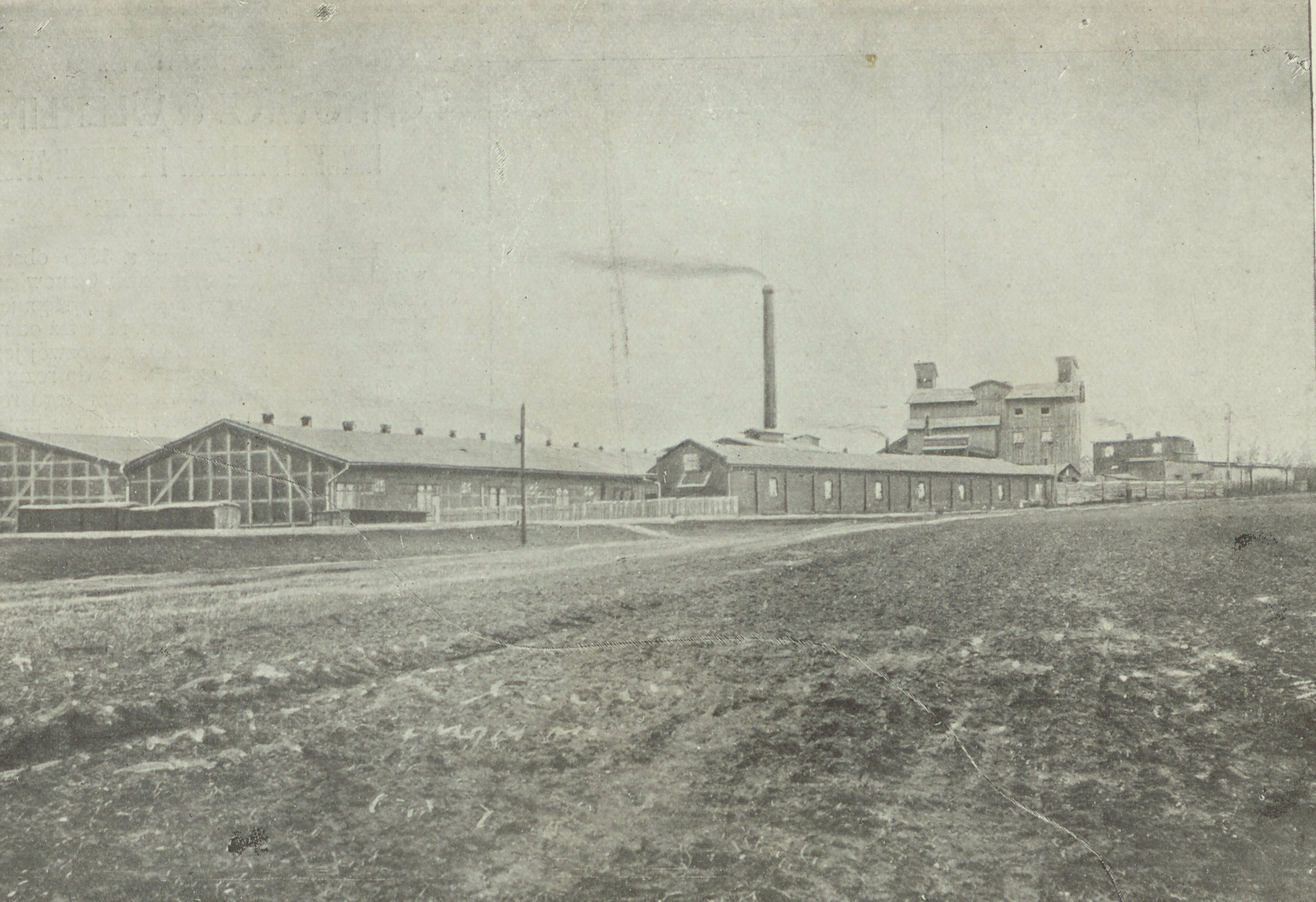
Widok ogólny fabryki
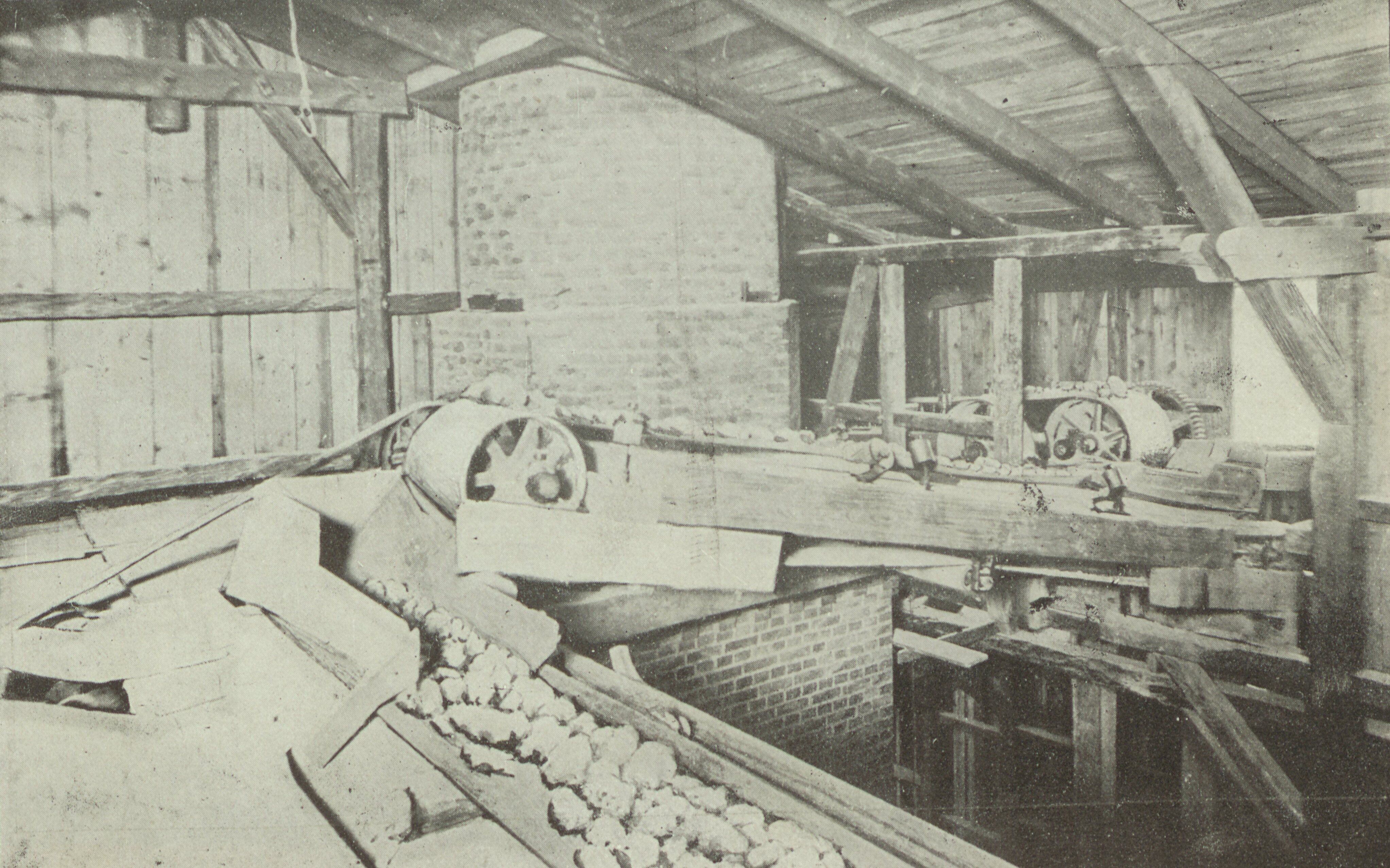
Mechaniczne przenoszenie surowców
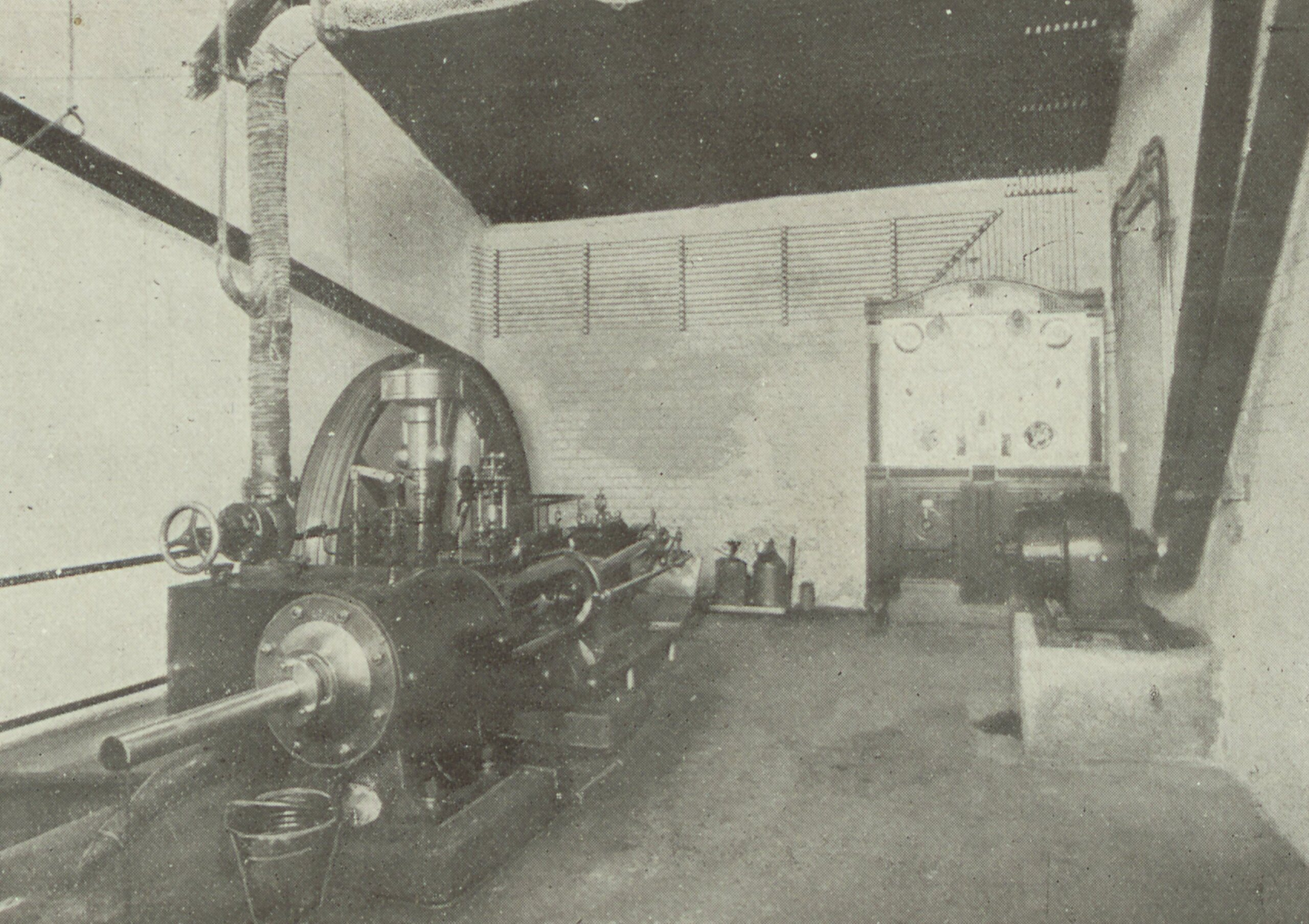
Dynamo i motor parowy
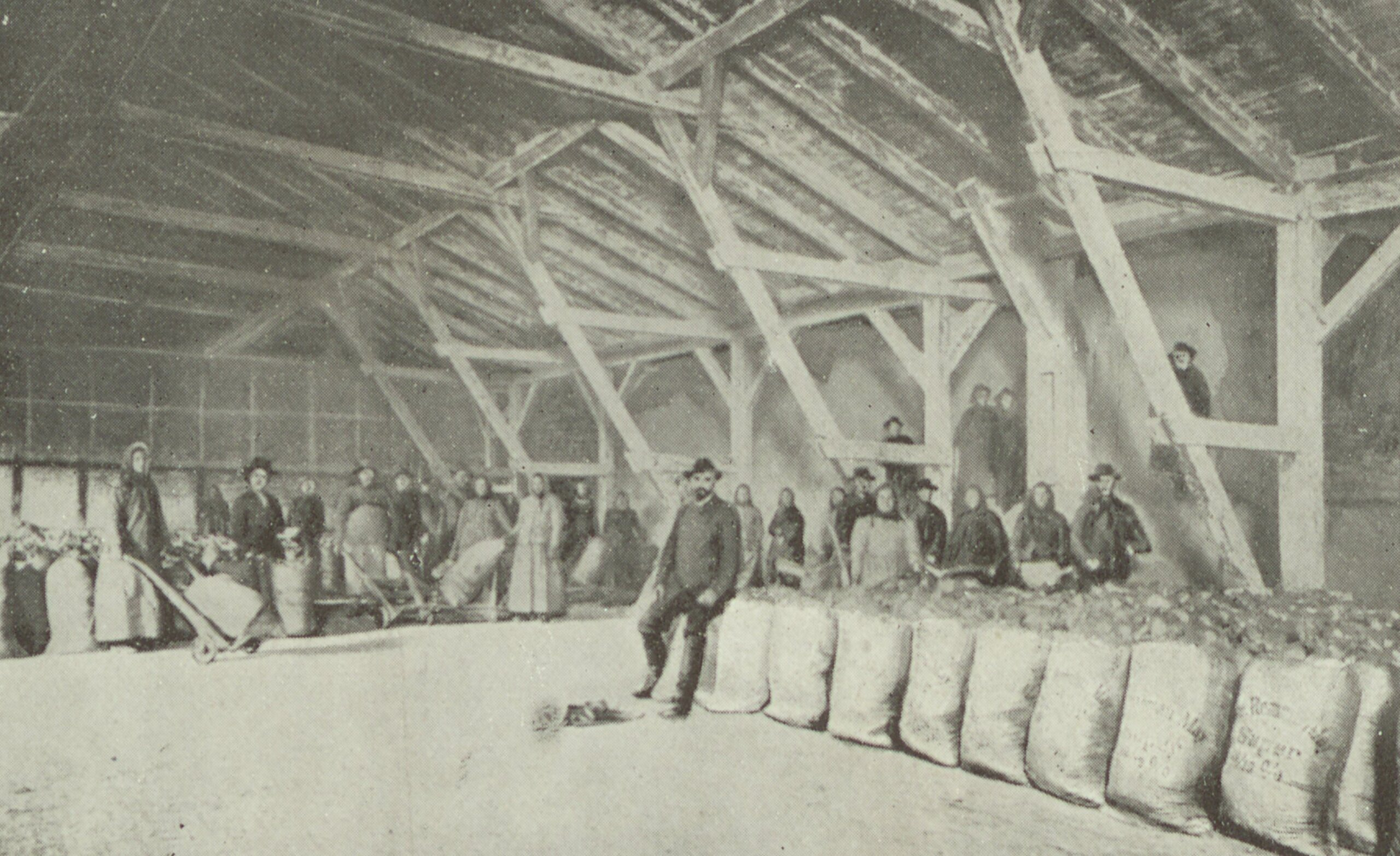
Wysyłka
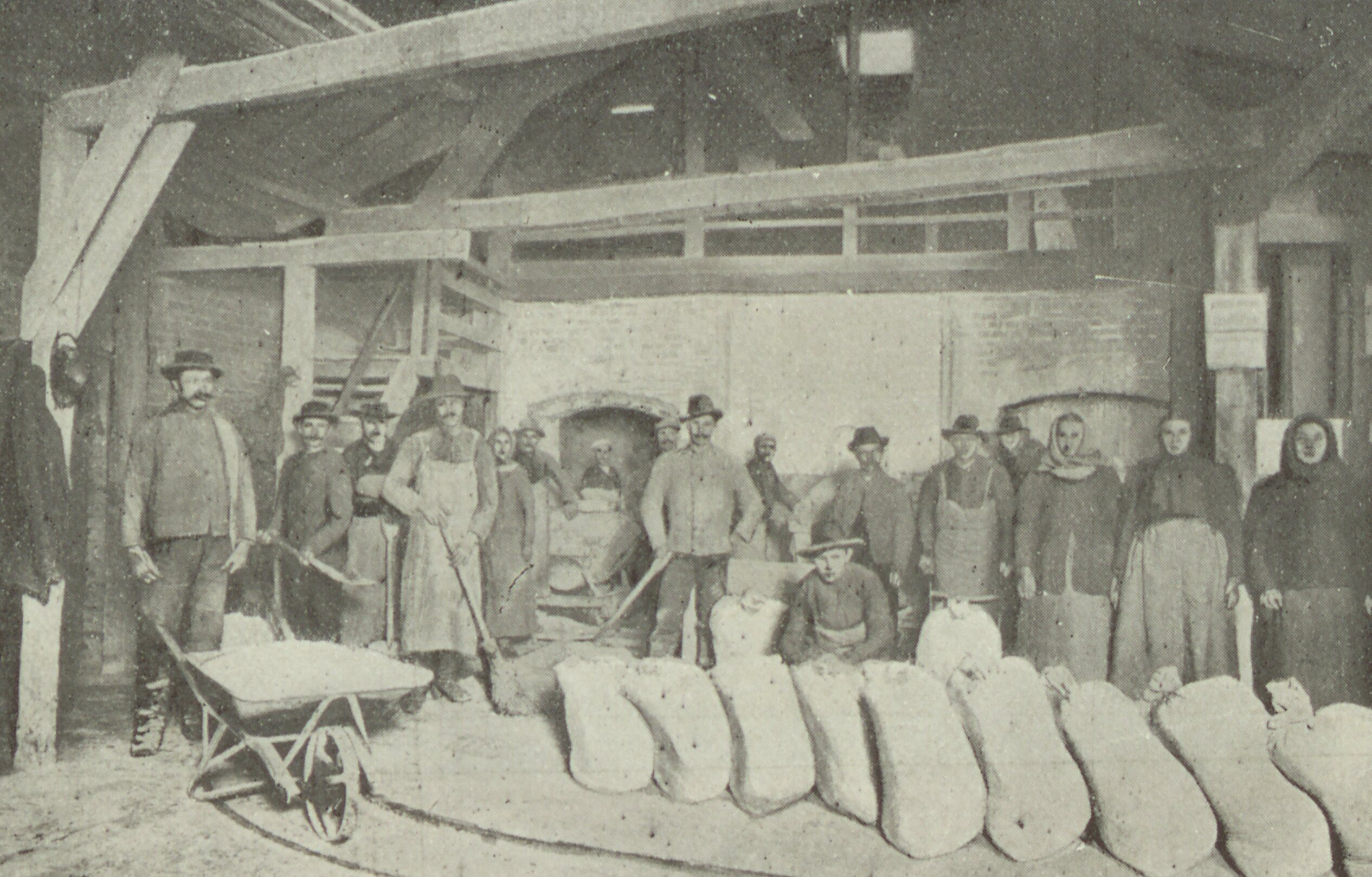
Produkcja superfostatów

Po śmierci Maya fabrykę przejęła jego żona, Helena, a kilka lat później dołączył do niej inny znany Wielkopolanin – Cyryl Ratajski. Za rządów Ratajskiego nastąpił rozwój zakładów, które stały się największą organizację gospodarczą przemysłu chemicznego w Polsce.

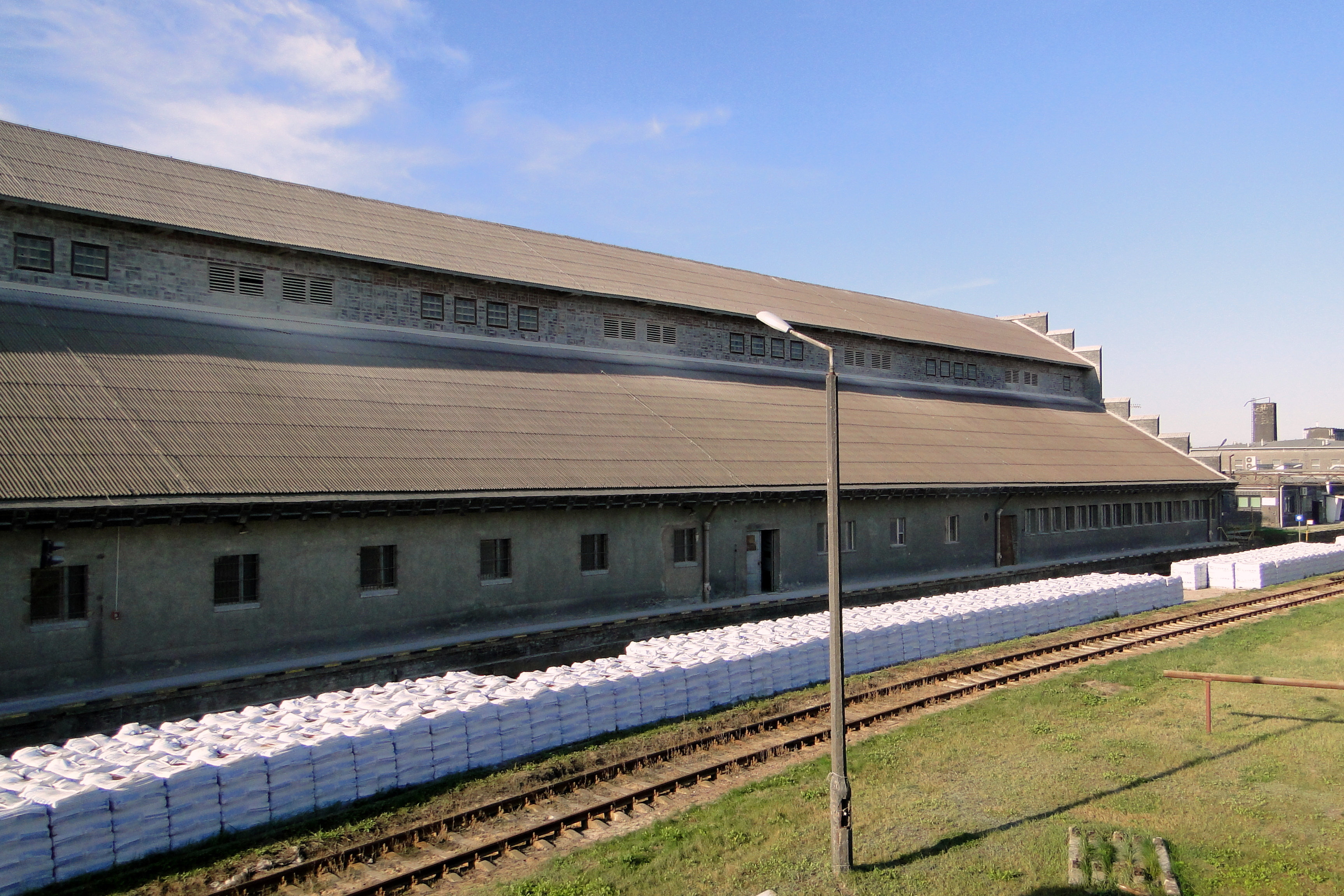
„Hala Poelziga” – Zakłady Nawozów Fosforowych, obecnie LUVENA

W 1920 roku Towarzystwo Akcyjne, powstałe na bazie firmy Romana Maya, kupiło za 12 milionów marek fabrykę w Luboniu, zaprojektowaną przez znanego niemieckiego architekta – Hansa Poelziga. Uruchomione w 1914 roku zakłady, należały wówczas do najnowocześniejszych fabryk nawozów w Europie, zdolnych produkować 120 tys. ton superfosfatu rocznie. Działalność koncernu została przerwana jednak w 1939 roku.

### PRL
Po II wojnie światowej w okresie PRL-u nastąpiło wznowienie produkcji, wtedy też zakład został upaństwowiony. W zakładzie funkcjonowały wówczas działy produkujące następujące produkty: superfosfat, supertomasynę magnezową, kwas siarkowy, kwas fosforowy, sole fluorowe . Działał również dział przerobu kości produkujący mączkę kostną oraz klej kostny .

### III RP
Lata powojenne to rozwój firmy, inwestycje i poszerzanie asortymentu produktów. Podobnie jak cały przemysł, u progu lat 90. XX w. Zakłady weszły w czas gospodarki rynkowej, by po czterech latach przemian w 1994 r. przekształcić się w Spółkę Akcyjną. Rok później Zakłady Chemiczne Luboń S.A. zostały włączone do programu Narodowych Funduszy Inwestycyjnych, w ramach którego funkcjonowały do roku 1999. W tym czasie kontrolę nad firmą przejęła bowiem spółka Luboń Management, złożona przez kadrę kierowniczą zakładów.

## Współczesność
- W 2002 roku nastąpiły kolejne zmiany organizacyjne. Firma Luboń Management spółka z o.o. przejęła Zakłady Chemiczne Luboń S.A., w wyniku czego powstał podmiot gospodarczy, funkcjonujący pod nazwą Zakłady Chemiczne Luboń sp. z o.o. (KRS 0000056922)
- 30 kwietnia 2008 roku Zakłady Chemiczne Luboń sp. z o.o. została ponownie przekształcona w spółkę akcyjną.
- 1 lipca 2008 – Zakłady Chemiczne Luboń zmieniają nazwę na Luvena S.A.